# Moshe Lion
Moshe Lion / Leon, Hebreeuws: משה ליאון , (Tel Aviv, 6 oktober 1961) is een Israëlische bestuurder en politicus. Sinds 4 december 2018 is hij burgemeester van Jeruzalem. Hij heeft een Sefardisch-orthodoxe achtergrond.
Lion groeide op in Givatayim, studeerde (bedrijfs)economie aan de Bar-Ilan Universiteit en richtte samen met anderen tweemaal een financieel adviesbureau op (Yitzhaki & Co. en Leon Orlitsky & Co.).
Hij heeft een scala aan financiële en leidinggevende functies gehad. Eind jaren negentig bijvoorbeeld fungeerde hij als financieel adviseur van toenmalig premier Netanyahu en in het volgende decennium stond hij een paar jaar aan het hoofd van de Israëlische spoorwegen. Daarna leidde hij onder meer het agentschap voor de economische ontwikkeling van Jeruzalem. Sinds 2014 is hij voorzitter van de raad van bestuur van het Mayanei Hayeshua Medisch Centrum in Bnei Brak.
In 2013 trachtte hij namens Likud-Yisrael Beiteinu voor het het eerst burgemeester van Jeruzalem te worden maar legde het af tegen Nir Barkat (zijn voorganger). Wel kwam hij in de gemeenteraad terecht en werd twee jaar later wethouder. In 2018 probeerde hij het opnieuw, ditmaal met een plaatselijke lijst en werd verkozen.
- Nationale Bibliotheek van Israël: 987007392894905171
- Virtual International Authority File: 70151963606300310782